# 毛萬齡
毛萬齡（？—？），字大千，號東壺，浙江紹興府蕭山縣人，清朝畫家、詩人。

## 生平
順治七年（1650年）貢生，授推官，後改仁和縣教諭。善畫山水，畫風近董其昌，畫作有《看竹圖》。與弟毛奇齡有“江東二毛”之稱，著有《采衣堂詩文集》。